# Manuel Amábilis
Manuel María Amábilis Domínguez (Mérida, Yucatán, 1889 - Ciudad de México, 1966) fue un arquitecto, académico y autor mexicano. Fue promotor de la reivindicación del arte prehispánico maya en la arquitectura nacionalista mexicana de la primera mitad del siglo XX, generando un estilo hoy conocido como neomaya. Su obra arquitectónica se ubica en la Península de Yucatán, en las ciudades de Mérida y Chetumal, así como en la Ciudad de México y en la ciudad de Sevilla, España. Como académico, fue el director fundador de la Facultad de Ingeniería de la Universidad Nacional del Sureste (hoy Universidad Autónoma de Yucatán), y ocupó la cátedra de teoría de la arquitectura en la Facultad de Arquitectura de la Universidad Nacional Autónoma de México. Como autor, publicó textos sobre arquitectura maya prehispánica, teoría de la arquitectura, pedagogía y sobre el papel cultural de la revolución mexicana. En 1929, su texto La arquitectura precolombina en México fue premiado por la Real Academia de Bellas Artes de San Fernando.

## Biografía
Manuel Amábilis creció en la ciudad de Mérida, Yucatán, en una familia modesta proveniente de Tekax, localidad ubicada al sur del estado de Yucatán. Su padre fue trabajador y contratista en la construcción, que pasaba una época boyante a principios del siglo XX por la prosperidad de los hacendados henequeneros. Amábilis realizó sus estudios en esta ciudad hasta el bachillerato, para lo cual llegó a solicitar una beca de apoyo económico. 
Entre 1909 y 1912 vivió en París, Francia, donde estudió la carrera de arquitectura obteniendo el diploma por la École Spéciale d’architecture-ESA. Fue en esta ciudad donde comenzó su interés por la arquitectura prehispánica, en especial la maya yucateca, pues asistió a presentaciones de ilustraciones sobre el tema, tomadas por viajeros europeos del siglo XIX.

### Vida y obra en Mérida Yucatán
En 1913, regresó a Mérida y diseñó una casona sobre la entonces importante calle 59 del centro de Mérida, bajo un estilo afrancesado, común en aquel momento. Al mismo tiempo, inicia su actividad cultural y política, sumándose a la masonería revolucionaria que comenzó su movimiento en 1911. Inició también sus expediciones a las zonas arqueológicas cercanas, haciendo estudios y mediciones. En 1914 publicó en el periódico La Revista de Yucatán, una ilustración que reivindicaba la arquitectura y la cultura maya prehispánica.
A partir de 1915, gracias a sus contactos en la masonería y a la llegada del gobierno provisional del general Salvador Alvarado, del Ejército Constitucionalista, entró al servicio público al colocarse en el cargo de ingeniero municipal del Ayuntamiento de Mérida. Pero lo ocupa brevemente, ya que Alvarado lo designa arquitecto y constructor de la renovación total del antiguo y colonial Palacio Arzobispal para convertirlo en la sede de la asociación de intelectuales revolucionarios El Ateneo Peninsular, para lo cual echó mano de un estilo renacentista. Este edificio fue inaugurado en 1918.
En este mismo año terminó su primera obra neomaya, la fachada del Templo Masónico de Mérida, ubicado sobre la calle 59. Inmediatamente, realizó el rediseño de la fachada del Sanatorio Rendón Peniche, que se terminó en 1919, propiedad de la compañía de Ferrocarriles Unidos de Yucatán, cuyo consejo de administración estaba ocupado por revolucionarios y sindicalistas. 
Su siguiente gran papel en el servicio público fue en la administración del gobernador socialista Felipe Carrillo Puerto (1922-23), que, con el apoyo de José Vasconcelos, Secretario de Educación Pública, abrió la Universidad Nacional del Sureste en 1922. Desde finales de 1921, Amábilis diseñó el plan de estudios de la respectiva Facultad de Ingeniería, siendo su primer director. En dicho plan introdujo el estudio de la arquitectura maya prehispánica, como parte del discurso nacional de la revolución mexicana y el socialismo yucateco.

### Vida y obra en la Ciudad de México
En 1924, tras la ejecución del gobernador Felipe Carrillo Puerto por la infidencia delahuertista, Amábilis se muda a la Ciudad de México, donde trabaja de arquitecto e imparte la cátedra de teoría de la arquitectura en la Universidad Nacional de México. En 1926, gana el concurso para diseñar y construir el Pabellón de México para la Exposición Iberoamericana de Sevilla, 1929. Desde 1928, se traslada a esta ciudad española, junto con el escultor Leopoldo Tomassi y el pintor Víctor Reyes, para edificar dicho pabellón con arquitectura y arte neomaya. En el año de apertura, su texto La arquitectura precolombina en México resultó premiado en el concurso Fiesta de la Raza, convocado por la Real Academia de Bellas Artes de San Fernando, Madrid, España.
En 1931 publicó Dónde, libro en el que condensa su teoría de la arquitectura. En 1933 participó como ponente en el evento “Pláticas sobre arquitectura”, organizado por la Sociedad de Arquitectos Mexicanos, donde nuevamente realizó una defensa de su reivindicación indigenista del arte prehispánico en la arquitectura moderna que se estaba llevando a cabo. En 1937 publicó el libro Mística de la Revolución Mexicana, en la que revisa y discute el papel cultural de la revolución mexicana, en el contexto del sexenio presidencial de Lázaro Cárdenas.
En 1939 concluye y entrega la Escuela Socialista Belisario Domínguez de Chetumal, Quintana Roo, siendo gobernador del entonces Territorio, el general Rafael E. Melgar. En este edificio, trabajó de la mano con el escultor colombiano Rómulo Rozo, conocido de Amábilis desde Sevilla en 1929. Ambos propusieron una decoración neomaya para el edificio.

### Vuelta a Yucatán
A partir de 1942, Amábilis concreta su retorno a Yucatán, junto con su hijo Max, luego de haber radicado más de 15 años en la Ciudad de México. El gobernador Ernesto Novelo Torres (1942-46) le hace dos importantes encargos en Mérida: el Parque de las Américas y el Centro Educacional Felipe Carrillo Puerto, ambas obras inauguradas el 16 de septiembre de 1945. El Parque de las Américas fue un conjunto neomaya de cuatro manzanas en la colonia García Ginerés, que comprendió una sala de conciertos al aire libre con concha acústica, una biblioteca y una fuente monumental, junto con un jardín de niños abierto previamente en 1942. El Centro Educacional Felipe Carrillo Puerto fue un conjunto integrado por una escuela normal con un jardín de niños, primaria y secundaria, donde los normalistas llevarían a cabo sus prácticas, más una sala de conciertos; el conjunto ya no tenía el estilo neomaya, sino una mezcla de art déco, funcionalismo y decoración de piedra de la región. En 1946, lleva a cabo la fachada del periódico oficial Diario del Sureste, siendo esta quizá su última obra neomaya.
En 1943, Amábilis gana el concurso para el diseño de un monumento a la bandera en Mérida, compitiendo contra la propuesta del arquitecto Carlos Castillo Montes de Oca. Propuso un hemiciclo invertido en cuyas paredes habría de tener alegorías sobre la patria. También propone que la construcción del monumento quede a cargo del escultor Rómulo Rozo, dado que la convocatoria solicitaba que fuera de piedra tallada; este trabajó de 1943 a 1945 en una maqueta del monumento que revisaba directamente con el gobernador. En 1945, se decidió que la obra se localizara al extremo norte del Paseo Montejo y no de la Avenida Itzáes como contemplaba la convocatoria. Amábilis se encargó en marzo de 1945 de construir únicamente los cimientos. Después, Rozo se encargó directamente de la construcción y tallado. La obra fue inaugurada en 1956 como Monumento a la Patria. En este mismo año, Amábilis publicó en la prensa, sus diferencias creativas con Rozo.
En 1956, en la Ciudad de México publicó La arquitectura precolombina en México, que le fue premiado en 1929, con prólogo del poeta Antonio Médiz Bolio. Y en 1963, en la misma ciudad, publicó Los Atlantes en Yucatán, con el que cerraba su teoría sobre el origen del arte y la arquitectura de las civilizaciones mesoamericanas.

### Últimos años y fallecimiento
En sus últimos años, Amábilis siguió trabajando de cerca para el gobierno federal, en diversas instancias relacionadas con la construcción y arquitectura, participó también en la formación de asociaciones e instituciones, como la Alianza Francesa de Mérida. Finalmente, falleció en la Ciudad de México en 1966.

## Obras

### Obra arquitectónica
- 1915: Casona Azul, hoy Casa de la Cultura Jurídica Rafael Matos Escobedo. Mérida, México

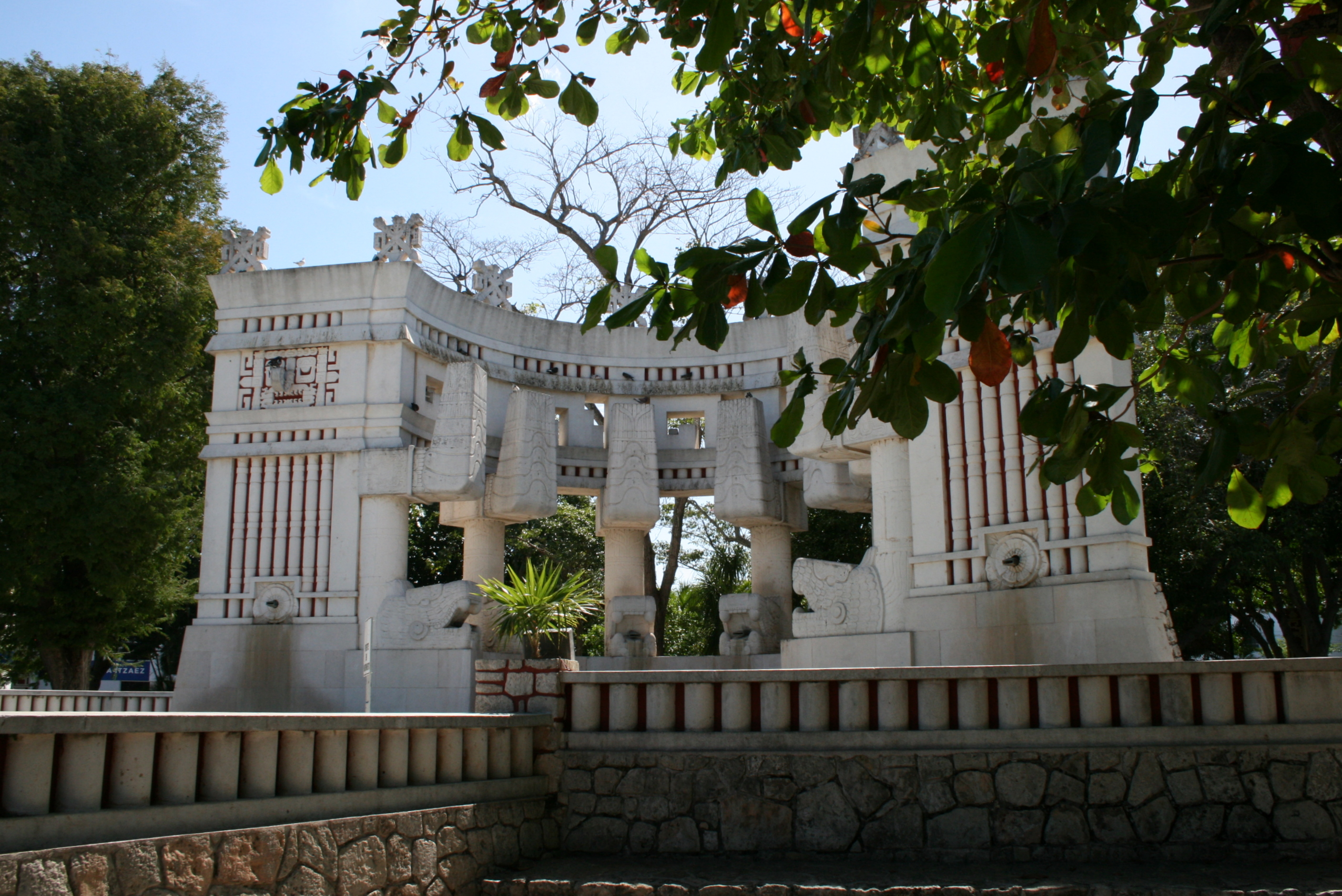
Parque Las Américas, Mérida. Manuel Amábilis

1918: Ateneo Peninsular, próximo museo del ferrocarril. Mérida, México
Fachada del Templo Masónico de Mérida; demolido en la década de 1950. Mérida, México.
- 1919: Fachada del Sanatorio Rendón Peniche. Hoy sede del Cephcis-UNAM. Mérida, México.

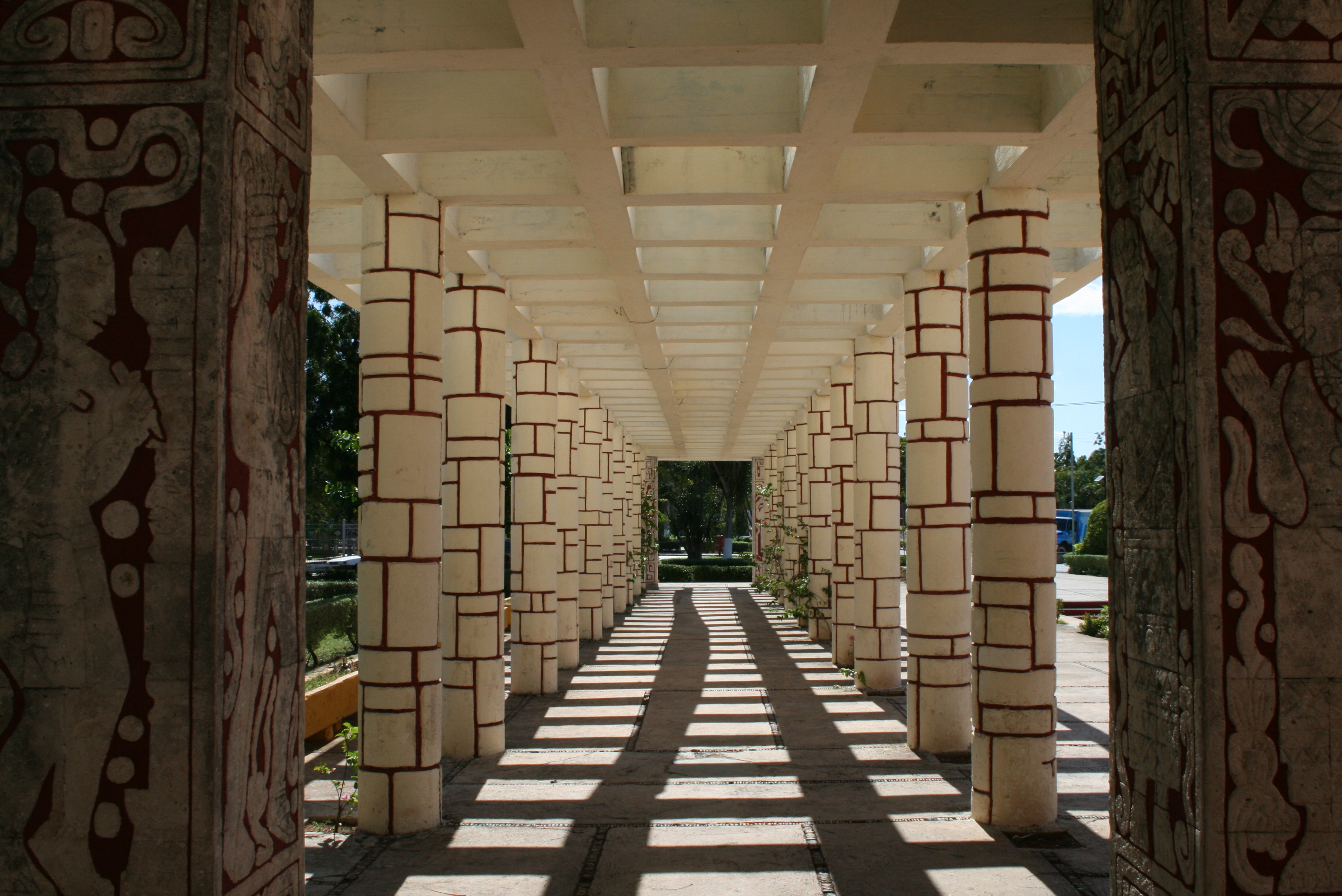
Parque Las América, Mérida. Manuel Amábilis

- 1929: Pabellón de México para la Exposición Iberoamericana de Sevilla. Edificio hoy perteneciente a la Universidad de Sevilla. Sevilla, España
- 1939: Escuela Socialista Belisario Domínguez, Chetumal, Quintana Roo.

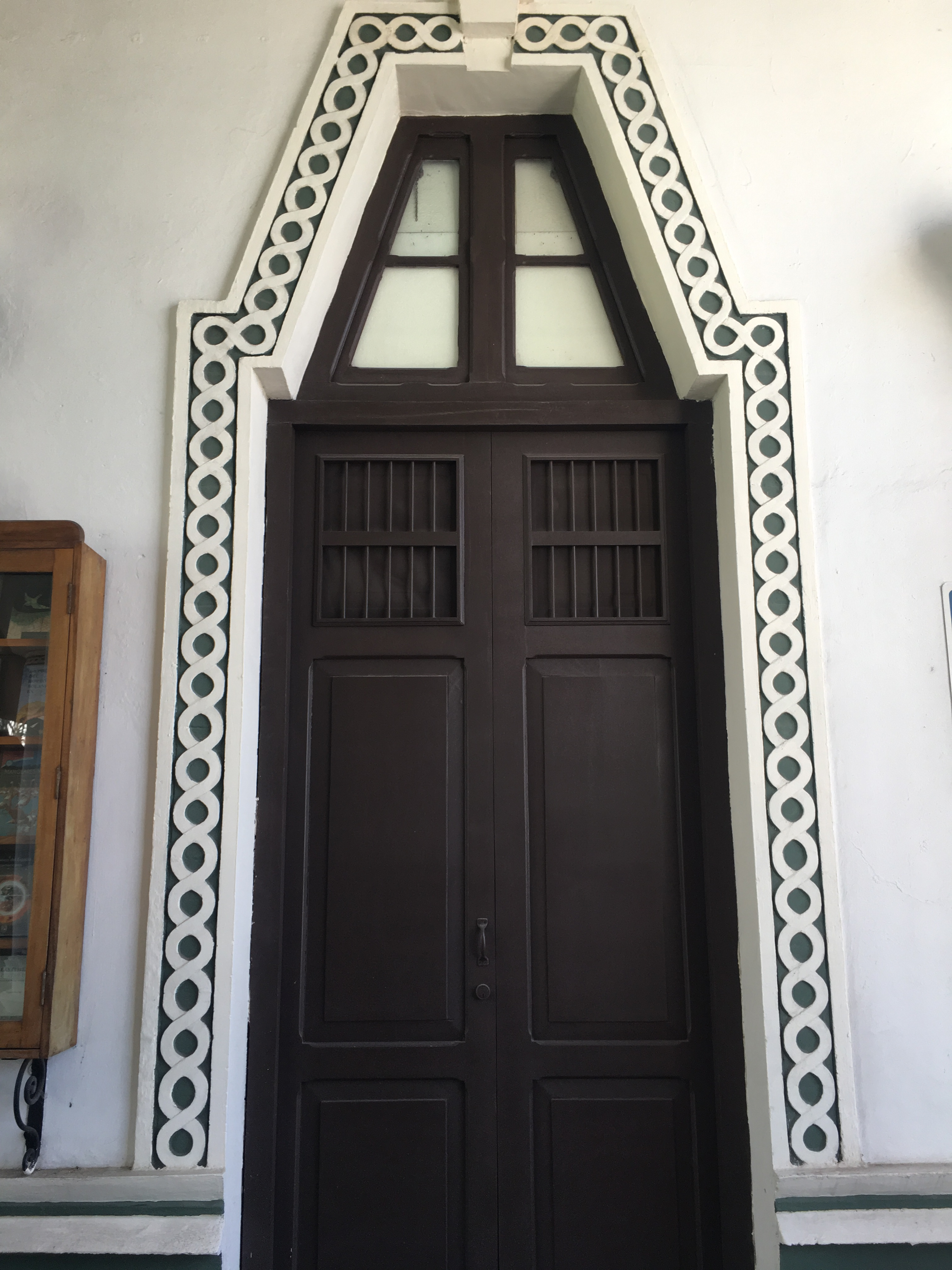
Puerta. Sanatorio Rendón Peniche, Mérida, Manuel Amábilis

- 1942: Casa de Neguib Simón Jalife. Hoy demolida. Colonia Roma, Ciudad de México.
- 1943: Diseño del Monumento a la Bandera propuesto para la glorieta norte de la Avenida Itzáes de Mérida, México. Fue la base formal del Monumento a la Patria, construido entre 1945 y 1956.
- 1945: Parque de las Américas. En funciones hoy en día. Colonia García Ginerés, Mérida, México
- 1945: Centro Educacional Felipe Carrillo Puerto. Hoy demolido. Mérida, México
- 1946: Fachada del Diario del Sureste. Hoy Centro de Apoyo a la Investigación Histórica y Literaria de Yucatán del Gobierno del Estado. Mérida, México.
- 1949: Escuela Primaria José Esteban Solís, patrocinada por la Unión de Productores Henequeneros. En funciones. Colonia Francisco I. Madero, Mérida, México.
- 1957: Gasolinera “Unión de Camioneros de Yucatán”. En funciones. Barrio de Santa Ana, Mérida, México.

### Obra intelectual
- Contribuciones en temas arquitectónicos a los planes de estudios de la Escuela de Bellas Artes del Ateneo Peninsular y la Escuela de Artes y Oficios, abiertos en 1916 en la ciudad de Mérida por el gobernador de Yucatán Salvador Alvarado.
- Plan de Estudios de la Facultad de Ingeniería para la Universidad Nacional del Sureste (1922).
- La arquitectura precolombina en México: para el concurso abierto por la Real Academia de Bellas Arte de San Fernando de Madrid. Editorial Orión, 1956 - 250 p. (reimpresa).
- El pabellón de México en la Exposición Iberoamericana en Sevilla (1929.
- Donde. México, Editorial Orión, 1933, pp. 29-30.
- La mística de la Revolución Mexicana (1937, publicado en la Ciudad de México).
- Los Atlantes en Yucatán. Editorial Orión, 1963 - 180 p.
- Manuel Amábilis: arquitectura nacional. Volumen 9 de Cuadernos de arquitectura. Louise Noelle, Consejo Nacional para la Cultura y las Artes, Instituto Nacional de Bellas Artes, Dirección de Arquitectura y Conservación del Patrimonio Artístico Inmueble, 2003 - 50 p. ISBN 9703503101, ISBN 9789703503100